# جوکی (راهب)
جوکی (انگلیسی: Jōkei; ۲۲ ژوئن ۱۱۵۵ – ۲۴ فوریهٔ ۱۲۱۳) روحانی، بهکشو در یوگه‌چاره شرق آسیا اهل ژاپن بود.